# South Bay (Floride)
Pour les articles homonymes, voir South Bay.
South Bay est une ville du comté de Palm Beach, en Floride, aux États-Unis.

## Démographie
| 1950  | 1960  | 1970  | 1980  | 1990  | 2000  |
| ----- | ----- | ----- | ----- | ----- | ----- |
| 1 050 | 1 631 | 2 958 | 3 886 | 3 558 | 3 859 |

| 2010  | - | - | - | - | - |
| ----- | - | - | - | - | - |
| 4 876 | - | - | - | - | - |